# Pellonia
Pellonia là một chi bướm đêm thuộc họ Geometridae.